# Михаило Лазаревић (лекар)
Др Михаило (Радмио, Радмило) Лазаревић (Београд, 24. септембар 1846 — Београд,  14. децембар 1899) био је српски лекар, књижевник и научни радник, који је дао велики допринос развоју и унапређењу здравствене службе, и књижевног рада у Кнежевини и Краљевини Србији у другој половини 19. века.

## Живот и каријера
Рођен је 1846. у Београду, од оца Димитрија и мајке Цвете. У Београду је завршио основну школу, гимназију и Лицеј у коме му је један од професора био Јосиф Панчић „који је својим „лицејцима“ често организовао путовања по Србији и наставу у природи.”
Студије медицине уписао је и завршио у Бечу. Потом се вратио у Србију, и у Београду отворио своју приватну лекарску ординацију, у којој се као један од првих тадашњих лекара посветио лечењу деце (педијатрији).
Потом се 1874. године запослио у српској војсци, у којој је обављао дужност гарнизонског лекара у Београду. Као припадник војске био је учесник српско-турских ратова од 1876 до 1878. године, у коме је руководио радом Ратне болнице у манастиру Св. Роман код Ђуниса у епархији нишкој. По оклончању српско-турских ратова постављен је за командира Окружног санитетског одељења смедеревске војске.
У војној служби др Лазаревић остао је до 1894. када је поднео оставку и поново се посветио раду у приватној лекарској пракси, коју је обављао са великим успехом.
Од 1895. године када је постављен за начелника санитета у Министарству унутрашњих послова, значајно је утицао на унапређење здравствене службе у Краљевини Србији.  Упркос огромном труду и жаркој жељи др Лазаревића да своје замисли  на унапређењу здравствене службе у Краљевини Србији и оствари, Министарство унутрашњих дела одбило је да прихвати неке његов предлог због великих финансијских средстава која би морала да се за ту сврху издвоје. Изузетно повређен и разочаран овом одлуком, др Лазаревић је, поднео молбу за пензију коју је убрзо и добио.
Преминуо је релативно рано, у 53 години живота живота, 1899. године у Београду, оставивши иза себе богат опус научних радова и дела и поетских састава којима је дао допринос не само српској медицини, већ и српској књижевности 19. века. Наиме за њим је остао богат књижевни опус, стручни радови из области педијатрије, војно-санитетске медицине и хигијене, као и драгоцени научни радови којима је утро пут развоју ентомологије у Србији.  Уз највеће почасти које су му одали Српко лекарско друштво, Црвени крст и Велика школа и сахрањен је 16. децембра 1899. године на гробљу у Беогарду.

## Дело
Као начелника Санитетског одељења Министарства унутрашњих дела др М. Лазаревић се руководио жељом да унапреди санитетску струку и покрене је са мртве тачке извођењем планова и мера из Санитетског закона др Владана Ђорђевића донетог 1881. године. Иако је са великом вољом пришао овој дужности, он је увиђајући неостварљивост плана др В. Ђорђевића о подизању окружних и среских болница, др Лазаревић је схватио да би било много реалније и корисније подићи пет већих обласних болница, распоређених на средокраћама у земљи које би биле добро опремљене и уређене. 
Др Лазаревић је такође схватио и да у Србији нема довољно лекара, апрвенствено домаћих, родом из Србије, и сматрао је да је једино решењетакве ситуације у повећању државног буџета за издржавање српскихстудената медицине у иностранству, првенствено на бечком универзитету. Да би ову идеју спровео у дело, образовао је специјалну комисију сазадатком да изврши њену процену и да о томе поднесе своје стручномишљење, сматрајући да ће на тај начин убедљивије утицати на надлежне. У својој замисли, отишао је још корак даље, па је код надлежногминистра успео да издејствује да за председника комисије буде одређенистакнути професор Правног факултета, чувени српски дипломата исрпски краљевски посланик Миленко Веснић.
Како је Министарство унутрашњих дела одбило да прихвати његов предлог због великих финансијских средстава која би морала да се за ту сврху издвоје изузетно повређен и разочаран овом одлуком, др Лазаревић је, поднео молбу за пензију.
Упоредо са лекарским радом, Михаило Лазаревић започео је да се бави и научноистраживачким радом, који је наствио и по одласку у пензију (нарочито у области ентомологије).
Објавио је већи број радова из области дечијих и инфективних болести и војносанитетске области, у часописима „Српски архив за целокупно лекарство“ и  и његовом додатку „Народно здравље”.
Међу објављеним делима су му мање познати радови о дневним лептирима из околине Београда, који су пред крај 19. века објављени на српском језику.
Његов допринос књижевности огледа се у објављивању великог броја поетских радова које је писао под псеудонимом „Радмио-Радмило” уместо крштеног имена Михајло. Књижевним радом се бавио још од младалачких дана, почев од шездесетих година 19. века, када је и постао члан Уједињене српске омладине. Објавио је и већи песнички спев Пријезда (1863) и приповетку из народног живота Јагода (Вила, 1866).